# Neotamias amoenus
Tamias amoenus (Бурундук сосновий) — звичайний північноамериканський вид бурундуків.

## Морфологічні особливості
Самиці в середньому на 5% більші самців. Загальна довжина 195—230 мм, хвіст 66—110 мм, задні ступні 26—34 мм, вуха 11—21 мм, вага 42—89 гр, вага новонароджених 1.7—2.7 гр.
Цей малий бурундук має від рудого до рожево корицевого кольору спину й 5 темних, зазвичай чорних, смуг на ній, розділеними чотирма смугами білого або сіруватого кольору. Боки тіла і нижня сторона хвоста, сіро-жовті. Вуха чорнуваті попереду, білуваті позаду. Забарвлення черева та горла від білого до кремового. Верх хвоста кольору спини. Зимове хутро злегка тьмяніше ніж літнє. Зубна формула: різців 1/1, ікла 0/0, премоляри 2/1, моляри 3/3, загалом 22 зуба.

## Поширення
Країни проживання: Канада (Альберта, Британська Колумбія), США (Каліфорнія, Айдахо, Монтана, Невада, Орегон, Юта, Вашингтон, Вайомінг). Мешкає в лісах (віддає перевагу хвойним), а також в чагарниках, перехідних зонах, луках до 3000 м.

## Життя
Вони одиночні тварини, за винятком сезону розмноження, який триває з кінця квітня до початку травня. Це денний вид. Як і всі бурундуки, особини цього виду проводять більшу частину свого часу дряпаючи чи копаючи землю, а потім вимиваючись. Їх рухи переривчасті. Їдять насіння, рослини, гриби, комах, цибулини. Вони можуть також споживати коріння, дрібних ссавців або яйця птахів. Можуть шукати собі прожиток на землі і на деревах. Роблять запаси провізії на зиму. Хижаки: Canis latrans, Mustela frenata, Taxidea taxus, Lynx rufus, Accipiter gentilis, Falco sparverius, Crotalus viridis
Самиця будує гніздо із суміші листя, трави, пір'я і лишайників. Воно розташований в норі близько 1,5 м нижче рівня землі або високо на дереві. Через 30 днів вагітності вона народжує 3-8 дитинчат. Вигодовування триває шість тижнів. Молодь незалежна у віці від 8 до 12 тижнів. Статева зрілість досягається у приблизно від 12 до 23 місяців. Тривалість життя 5 років.